# OLTP
OLTP (англ. Online Transaction Processing), транзакционная система — обработка транзакций в реальном времени. Способ организации БД, при котором система работает с небольшими по размерам транзакциями, но идущим большим потоком, и при этом клиенту требуется от системы минимальное время отклика.
Термин OLTP применяют также к системам (приложениям). OLTP-системы предназначены для ввода, структурированного хранения и обработки информации (операций, документов) в режиме реального времени.

## Использование
OLTP-приложениями охватывается широкий спектр задач во многих отраслях — автоматизированные банковские системы, ERP-системы (системы планирования ресурсов предприятия), банковские и биржевые операции, в промышленности — регистрация прохождения детали на конвейере, фиксация в статистике посещений очередного посетителя веб-сайта, автоматизация бухгалтерского, складского учёта и учёта документов и т. п. Приложения OLTP, как правило, автоматизируют структурированные, повторяющиеся задачи обработки данных, такие как ввод заказов и банковские транзакции. OLTP-системы проектируются, настраиваются и оптимизируются для выполнения максимального количества транзакций за короткие промежутки времени. Как правило, большой гибкости здесь не требуется, и чаще всего используется фиксированный набор надёжных и безопасных методов ввода, модификации, удаления данных и выпуска оперативной отчётности. Показателем эффективности является количество транзакций, выполняемых за секунду. Обычно аналитические возможности OLTP-систем сильно ограничены (либо вообще отсутствуют).

## Требования
- Сильно нормализованные модели данных;
- При возникновении ошибки транзакция должна целиком откатиться и вернуть систему к состоянию, которое было до начала транзакции;
- Обработка данных в реальном времени.

## Преимущества
Высокая надёжность и достоверность данных, как следствие транзакционного подхода. Транзакция либо совершается полностью и успешно, либо не совершается и система возвращается к предыдущему состоянию. При любом исходе выполнения транзакции целостность данных не нарушается.

## Недостатки
OLTP-системы оптимизированы для небольших дискретных транзакций. А вот запросы на некую комплексную информацию (к примеру поквартальная динамика объёмов продаж по определённой модели товара в определённом филиале), характерные для аналитических приложений (OLAP), породят сложные соединения таблиц и просмотр таблиц целиком. На один такой запрос уйдет масса времени и компьютерных ресурсов, что затормозит обработку текущих транзакций.